# John R. Cash
John R. Cash je album Johnnyja Casha, objavljen 1975. u izdanju Columbia Recordsa. Album se uglavnom sastoji od obrada drugih pjesama. Prva pjesma s albuma, obrada "My Old Kentucky Home", objavljena je kao singl, iako je "The Lady Came from Baltimore" postigla veći uspjeh na ljestvicama zauzevši 14. mjesto. Cashova pjesma "Lonesome to the Bone" originalno je objavljena na albumu Ragged Old Flag (1974.), a pojavit će se i na Silver (1979.).
Samom Cashu se nije sviđao ovaj album. U svojoj autobiografiji Cash: The Autobiography iz 1997. je kritizirao proces nastanka albuma i njegove rezultate. Tvrdio je kako je album ideja šefova CBS-a da ožive njegov prodajni potencijal.

## Popis pjesama
1. "My Old Kentucky Home (Turpentine and Dandelion Wine)" (Randy Newman) – 2:49
2. "Hard Times Comin'" (Jack Routh) – 2:40
3. "The Lady Came from Baltimore" (Tim Hardin) – 2:43
4. "Lonesome to the Bone" (Cash) – 2:34
5. "The Night They Drove Old Dixie Down" (Robbie Robertson) – 3:25
6. "Clean Your Own Tables" (Chip Taylor) – 3:36
7. "Jesus Was Our Saviour and Cotton Was Our King" (Billy Joe Shaver) – 2:46
8. "Reason to Believe" (Tim Hardin) – 2:08
9. "Cocaine Carolina" (David Allan Coe) – 2:38
  - With David Allan Coe
10. "Smokey Factory Blues" (Albert Hammond/Mike Hazelwood) – 3:18

## Izvođači
- Johnny Cash - vokali
- Reggie Young - gitara
- Henry Strzelecki - bas
- Kenny Malone - bubnjevi
- Shane Keister, Teddy Irwin - klavijature
- Jackie Ward, The Ron Hicklin Singers - prateći vokali
- Harry Bluestone - dirigent gudačkog orkestra
- Ron Tutt, Reini Press, David Foster, Larry Muhoberac, Ron Elliot, Ry Cooder, James Burton, Russ Thelman, Jerry Cole, Victor Feldman, Joe Porcaro, Gene Estes, Nick DeCaro, Gene Cipriano - glazbenici (Los Angeles)

## Ljestvice
Singlovi - Billboard (Sjeverna Amerika)
| Godina | Singl                                                  | Ljestvica        | Pozicija |
| ------ | ------------------------------------------------------ | ---------------- | -------- |
| 1974.  | "The Lady Came from Baltimore"                         | Country singlovi | 14       |
| 1975.  | "My Old Kentucky Home (Turpentine and Dandelion Wine)" | Country singlovi | 42       |

## Vanjske poveznice
- Podaci o albumu i tekstovi pjesama